# 春日岡上
春日 岡上（かすが の おかうえ、生没年不明）は、古墳時代の豪族。姓は臣。岡上臣とも表記される。